# Jasmin Herbert
Jasmin Herbert (* 2. Mai 1991) ist eine deutsche Fußballspielerin, die beim 1. FFC Frankfurt unter Vertrag steht.
Ihre Karriere startete sie im Juli 2007 beim 1. FFC Frankfurt II. Im Juli 2010 stieg sie in die erste Mannschaft des 1. FFC Frankfurt auf. Sie ist aber weiterhin noch im Kader der zweiten Mannschaft. Herbert hat eine Ausbildung zur Kauffrau für Bürokommunikation abgeschlossen. Seit Sommer 2013 gehört Herbert nicht mehr dem Kader der ersten Mannschaft des hessischen Spitzenklubs an.